# Manuel Olmedo
Manuel Olmedo Villar (Sevilla, 17 de mayo de 1983) es un atleta español especializado en medio fondo.
Durante mucho tiempo se dedicó a la prueba de 800 metros, en la que obtuvo varias medallas internacionales en categorías inferiores y disputó los Juegos Olímpicos de Atenas 2004 y Pekín 2008. A partir de 2010 cambió a los 1500 metros, distancia en la que cosechó sus mayores éxitos, llegando a ser campeón de Europa en pista cubierta en 2011.
Posee el récord de España en 1000 m en pista cubierta con una marca de 2:18:24

## Competiciones internacionales

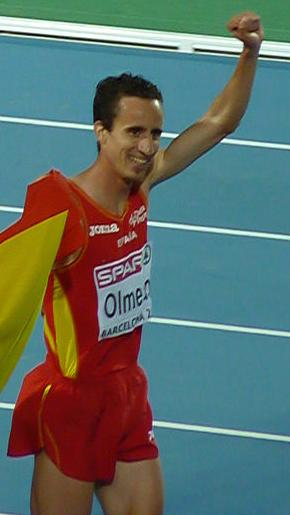
Olmedo en el Europeo 2011.

| Año  | Competición                            | Sede              | Puesto            | Prueba | Marca   |
| ---- | -------------------------------------- | ----------------- | ----------------- | ------ | ------- |
| 2000 | Campeonato del Mundo Junior            | Santiago de Chile | 16º (series)      | 800 m  | 1:51.65 |
| 2001 | Campeonato de Europa Junior            | Grosseto          | 8º                | 800 m  | 1:54.03 |
| 2002 | Campeonato de Europa en Pista Cubierta | Viena             | 19º (series)      | 800 m  | 1:51.95 |
| 2002 | Campeonato del Mundo Junior            | Kingston          | 8º                | 800 m  | 1:56.73 |
| 2003 | Campeonato de Europa Sub-23            | Bydgoszcz         | Medalla de bronce | 800 m  | 1:46.83 |
| 2003 | Campeonato del Mundo                   | París             | 31.º (series)     | 800 m  | 1:47.98 |
| 2004 | Juegos Olímpicos                       | Atenas            | 45.º (series)     | 800 m  | 1:47.71 |
| 2005 | Campeonato de Europa Sub-23            | Erfurt            | Medalla de plata  | 800 m  | 1:51.47 |
| 2005 | Campeonato del Mundo                   | Helsinki          | DNF (series)      | 800 m  | --      |
| 2006 | Campeonato de Europa                   | Gotemburgo        | 12º (semifinal)   | 800 m  | 1:49.37 |
| 2007 | Campeonato de Europa en Pista Cubierta | Birmingham        | 12º (series)      | 800 m  | 1:54.54 |
| 2007 | Campeonato del Mundo                   | Osaka             | 13º (semifinal)   | 800 m  | 1:45.61 |
| 2008 | Campeonato del Mundo en Pista Cubierta | Valencia          | 13º (semifinal)   | 800 m  | 1:48.90 |
| 2008 | Juegos Olímpicos                       | Pekín             | 8º (semifinal)    | 800 m  | 1:45.91 |
| 2009 | Campeonato de Europa en Pista Cubierta | Turín             | 5º                | 800 m  | 1:49.77 |
| 2009 | Campeonato del Mundo                   | Berlín            | DNF (series)      | 800 m  | --      |
| 2010 | Campeonato de Europa                   | Barcelona         | Medalla de bronce | 1500 m | 3:43.54 |
| 2011 | Campeonato de Europa en Pista Cubierta | París             | Medalla de oro    | 1500 m | 3:41.03 |
| 2011 | Campeonato de Europa por Equipos       | Estocolmo         | Medalla de oro    | 1500 m | 3:38.63 |
| 2011 | Campeonato del Mundo                   | Daegu             | 4º                | 1500 m | 3:36.33 |
| 2012 | Campeonato de Europa                   | Helsinki          | DNF (series)      | 1500 m | --      |
| 2014 | Campeonato de Europa                   | Zúrich            | 16º (series)      | 1500 m | 3:40.48 |
| 2016 | Campeonato del Mundo en Pista Cubierta | Portland          | DNF (series)      | 1500 m |         |